# Zoltán Zelk

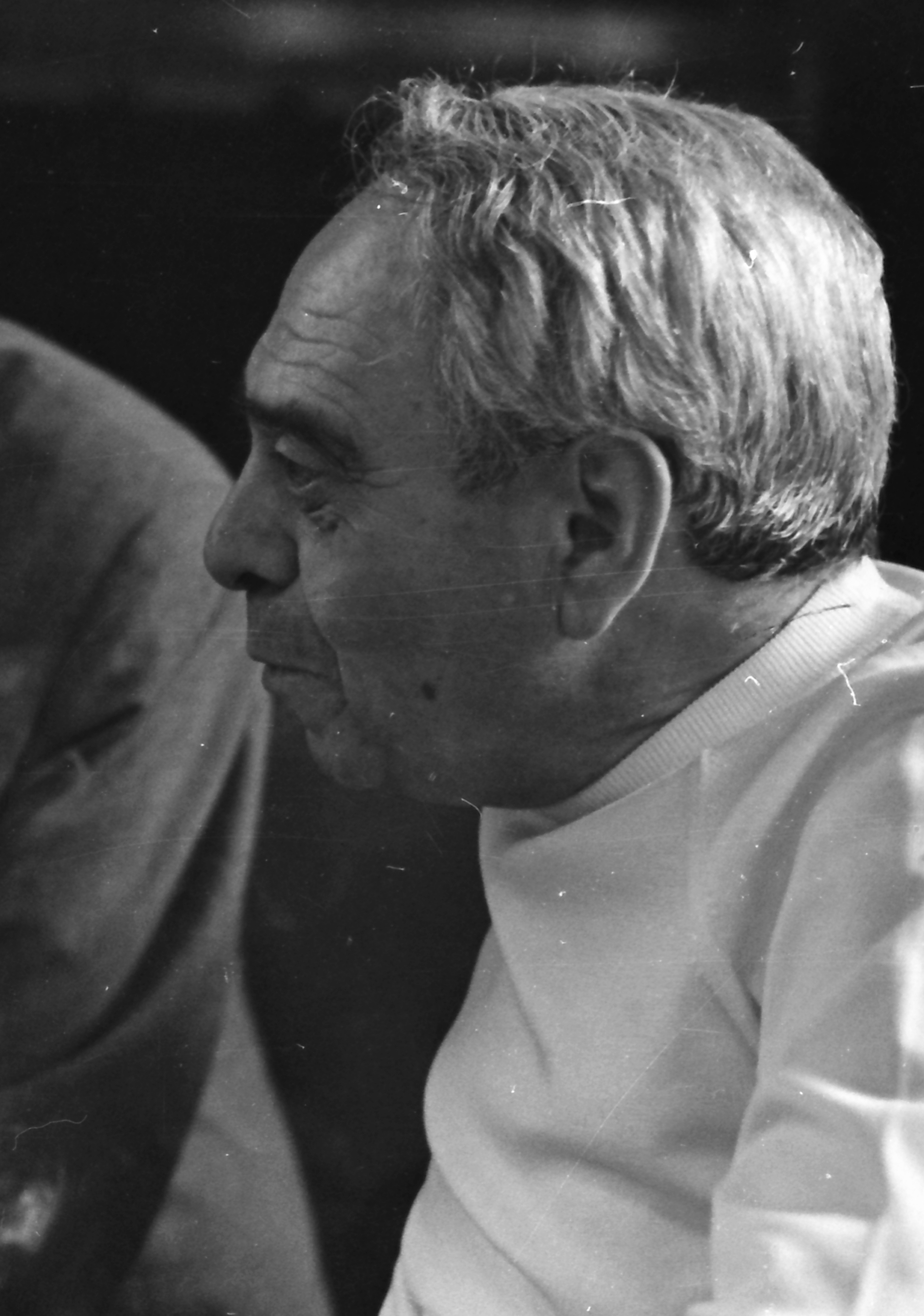
Zoltán Zelk (1972)

Zoltán Zelk (geboren 18. Dezember 1906 in Érmihályfalva, Österreich-Ungarn; gestorben 23. April 1981 in Budapest) war ein ungarischer Schriftsteller.

## Leben
Zelk stammte aus armen Verhältnissen des ungarischen Judentums, der Vater war Kantor. Von der Mittelschule konnte er in Miskolc nur die ersten Klassen besuchen und wurde dann Lehrling. 1925 wurde sein erstes Gedicht gedruckt. Aus politischen Gründen musste er 1927 als ungarischer Kommunist ins nunmehr rumänische Transsilvanien wechseln und unter Pseudonym schreiben. 1928 hatte er seine erste Veröffentlichung im Nyugat. Unter der antisemitischen Gesetzgebung in Ungarn, die 1938 einsetzte, konnte er seine Arbeiten nicht mehr veröffentlichen. Der Herausgeber des Nyugat-Nachfolgers „Magyar Csillag“ Gyula Illyés druckte trotz des Verbots Gedichte der Juden Szilárd Darvas und Zelk.
Während des Zweiten Weltkriegs wurde er als jüdischer Zwangsarbeiter in der Ukraine eingesetzt.
Im kommunistischen Ungarn reüssierte er zunächst als Parteidichter der Kommunisten. Zelk erklärte dazu bei einer Diskussion im Petöfi-Kreis am 19. September 1956: „... Ich habe meine Prinzipien und meinen reinen Glauben aufgegeben, als auch ich noch geglaubt habe, dass man ohne Menschlichkeit und Moralität, unter Ausschluss gewisser nationaler Gefühle, der wahren Sache dienen kann...“. Schon nach dem Sturz von Imre Nagy durch Mátyás Rákosi im März 1955 war es bereits im November 1955, noch vor dem XX. Parteitag der KPdSU, zum Memorandum der 59 Schriftsteller und Künstler gekommen, in dem diese einen zurückhaltend formulierten Protest äußerten, Zelk verlas ihn auf dem Schriftstellerkongress:
- Rücknahme der Entlassungen von Literaturredakteuren
- Rücknahme von Publikationsverboten
- Gewährleistung der Autonomie des Schriftstellerverbandes
- Rücknahme von Aufführungsverboten der Werke des Klassikers Imre Madách und László Németh am Theater.
- Einstellung der Angriffe gegen das Werk des Komponisten Zoltán Kodály.

Zelk wurde mit Parteiausschluss und Publikationsverbot bestraft.

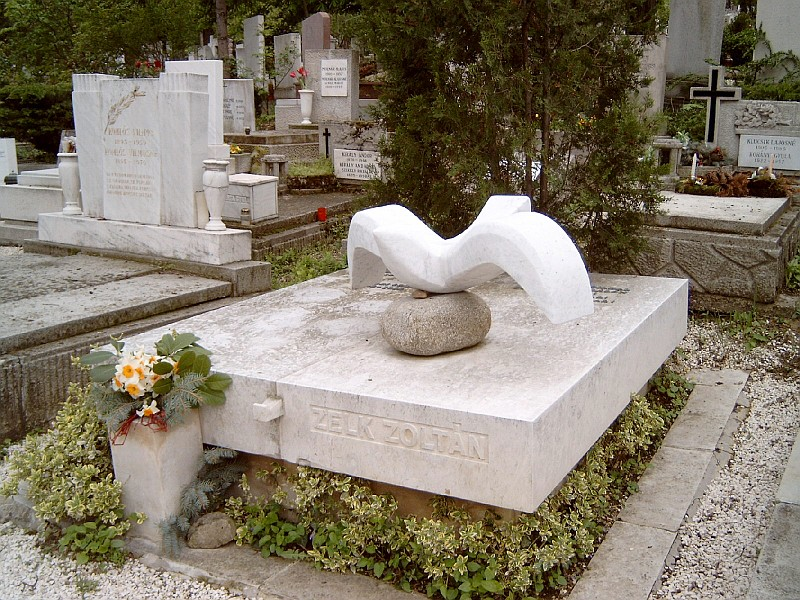
Zoltán Zelks Grab auf dem Farkasréti temető

Zelk war im Geschehen des Ungarnaufstandes im Oktober 1956 mit Sándor Erdei und László Benjámin als Delegierte der Schriftsteller bei András Hegedüs und  wurden von diesem über die bereits veranlasste Intervention der sowjetischen Truppen belogen. Zelk wurde inhaftiert und wurde 1957 gemeinsam mit Tibor Déry (9 Jahre), Gyula Háy (6 Jahre) und Tibor Tardos (18 Monate) im „Großen Schriftstellerprozess“ zu einer Gefängnisstrafe von drei Jahren verurteilt. Er kam bei einer Amnestie 1958 frei.
Für den Regisseur István Szabó war er 1973 Darsteller im preisgekrönten Film „Tüzoltó utca 25“ („Feuerwehrgasse 25“). Sándor Sára drehte 1982 über ihn das Filmporträt „Elátkozva a hatodik napot“.
In Ungarn sind über vierzig Schriften von ihm erschienen, das Wenigste davon wurde in eine andere Sprache übersetzt.
Zelk war in erster Ehe mit der Schriftstellerin Irén Bátori (1905–1958) und in zweiter mit Erzsébet Sinka verheiratet.

## Ehrungen
Zelk erhielt 1947 den Baumgarten-Preis, den Kossuth-Preis in den Jahren 1949 und 1954, den Attila-József-Preis 1951 und 1974.
Nach ihm ist der „Zoltán Zelk-Preis“ (Zelk Zoltán-díj) benannt, den 2001 István Kemény, 2004 Anna T. Szabo und 2008 Tamás Jónás erhielten.

## Werke
- Die drei Hasen (Három nyúl), Illustrationen von Attila Dargay, Budapest:Pannonia Filmunternehmen 1987
- Wenn einer den Kohl der Ziege anvertraut, Deutsch von Géza Engel, Budapest : Forma-Art-Verlag 1989, ISBN  963-02-7377-2
- Akit Az Isten Nem Szeret. Szepirodalmi Konyvkiado Budapest, ISBN 963-15-0705-X
- Alszik a Szel: Gyerekversek es Mesek. Szepirodalmi Konyvkiado,  ISBN 963-15-2075-7
- mit Erzsebet Sinka  Egyzervolt Ember: Prozai irasok, 1964–1971. Szepirodalmi Konyvkiado, ISBN 963-15-2822-7
- Este a Kutban: Versek, 1925–1963. Szepirodalmi Konyvkiado, ISBN 963-15-1949-X
- Fohajtas a Tulvilagra. Kozmosz, ISBN 963-211-359-4
- Kereknyomok Az egen: Versek, 1963-1981 . Szepirodalmi Konyvkiado, ISBN 963-15-1950-3
- mit Janos Kass: Mese a Kiscsikorol es Sok Mas Baratunkrol. Mora, ISBN 963-11-0225-4
- Meszelt egbolt. Szepirodalmi Konyvkiado, ISBN 963-15-0642-8
- Mindennapi Halalom: versek, Szepirodalmi Konyvkiado, ISBN 963-15-1234-7
- mit Erzsebet Sinka Nappali Menedekhely: Prozai irasok, 1927-1955. Szepirodalmi Konyvkiado, ISBN 963-15-2377-2
- mit Emy Rona: Szall Az Erdo: gyermekversek. Mora, ISBN 963-11-0827-9
- mit Erzsebet Sinka: Terdig Hamuban: Kiadatlan Versek, 1925-1981. Szepirodalmi Konyvkiado, ISBN 963-15-1948-1
- mit Laszlo Benjamin, Imre Csanadi: Tuzbol Mentett Hegedu: Valogatott Versek.  Papirusz Book, ISBN 963-9263-20-6